# West Carrollton
West Carrollton är en stad i Montgomery County i Ohio. Vid 2020 års folkräkning hade West Carrollton 13 129 invånare.